# Hagnagora clustimena
Hagnagora clustimena är en fjärilsart som beskrevs av Druce 1893. Hagnagora clustimena ingår i släktet Hagnagora och familjen mätare. Inga underarter finns listade i Catalogue of Life.